# Jürgen Gerner

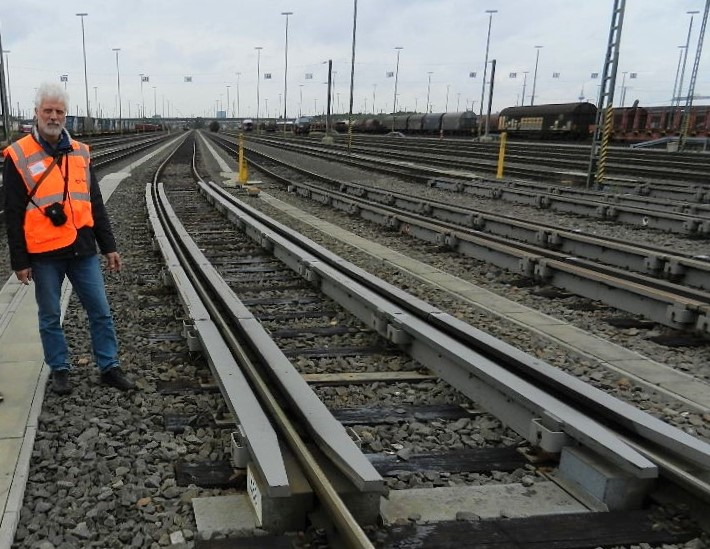
Jürgen Gerner bei der Abnahme von Richtungsgleisbremsen, 2015

Jürgen Gerner (* 29. Juli 1952 in Hagenow) ist ein deutscher Ingenieur sowie Maler und Grafiker. Er war bei der Modernisierung der leistungsstärksten Rangierbahnhöfe der maßgebende zulassende Ingenieur. Seine amtlichen Zulassungen für rangiertechnische Einrichtungen werden in der EU, den USA, in China und Russland genutzt.

## Leben
Der Sohn des Flugzeugführers und Reichsbahnangestellten Kurt Gerner und dessen Frau Else, geb. Schmidt, wohnte seit August 1952 in Schwerin und absolvierte hier eine zehnklassige polytechnische Schulbildung. Als Jugendlicher wurde er im Malsaal des Staatstheaters als Bühnendekorateur für das Pioniertheater Schwerin angeleitet, der Großbrand des Kulissenhauses des Staatstheaters im Jahr 1967 vereitelte diese Berufsorientierung. Er lernte ab 1969 im Reichsbahnausbesserungswerk Wittenberge, teils im Bahnbetriebswerk Schwerin und studierte Schienenfahrzeugtechnik, mit der Unterbrechung für die Ableistung des Wehrdienstes, bei der Deutschen Reichsbahn bis 1980 an der Ingenieurschule für Verkehrstechnik Dresden. Sein erstes hauptsächliches Arbeitsgebiet war die Rangiertechnik der Reichsbahndirektion Schwerin. Er wurde von der Zentrale der Reichsbahn durch die Präsidentin zum Sekretär der Kontrollgruppe für Rangiertechnik berufen, in dieser Funktion übernahm er auch die Rangieranlagen der Rbd Greifswald mit dem Breitspurgüterbahnhof Mukran auf Rügen. Vorschriften der DR zur Buvo für die Untersuchung Gefährliche Ereignisse an Rangiertechnik wurden mit seiner Beteiligung erarbeitet. Der Schienengüterverkehr der DDR in den 1980er Jahren hatte ein extrem hohes Verkehrsaufkommen in den modernen automatisierten Rangierbahnhöfen. Um dieses Aufkommen zu bewältigen, wurde bei der DR ein autokratischer Führungsstil eingeführt. Er war Fachvorgesetzter der Gleisbrems- und Rangiertechnik im Norden der DR und arbeitete für Entwicklungen an hydraulischen Proportionalventilen, elektrischen Erregerwicklungen und öldichten Gleisbrems- u. Hydraulikanlagen mit der VES-M Halle zusammen. 1989 und 1990 war er im Neuen Forum aktiv und Mitglied des Runden Tisches der Rbd Schwerin mit ihren 23.000 Angestellten. Zum 9. Februar 1990 organisierte er ein Treffen der Mittelstands- und Wirtschaftsunion (MIT) der CDU aus Hamburg im Schweriner Lindengarten. Es trafen sich die Ingenieurkammer Hamburg, Lübeck und Schwerin zu einem ersten Austausch, der Europaabgeordnete Harmut Perschau übernahm die Schirmherrschaft für diese Veranstaltung. Verkehrsbaubetriebe, Ingenieurbüros und Metallurgie-Produzenten aus Westdeutschland nahmen teil. Beim FÜNF-LÄNDER-TREFFEN des Neuen Forum am 23. Februar 1990 in der Sport- und Kongresshalle nahm Gerner in einer Gesprächsgruppe mit dem Bürgerrechtler Jens Reich teil. Im Mai 1990 kandidierte J. Gerner bei den ersten freien Wahlen der DDR für das Stadtparlament. Im Juli 1990 besuchte er ein Staatspolitisches Seminar des Bundesrates für Führungsnachwuchskräfte aus der DDR in Hamburg im Haus Rissen. 1990 kam die Gleichstellung zu den Ingenieuren in den alten Bundesländern mit dem Titel Dipl.-Ing.(FH). Der Reichsbahn-Rat wurde von den Fachdiensten der Deutschen Bundesbahn, dem BZA in München und Minden eingeladen, sie stellten ihm die westdeutsche Gleisbremstechnik vor. Jürgen Gerner wurde danach als Typzulasser für Rangier- und Wägetechnik im alten Bundesgebiet angefordert. Von 1995 bis 2015 arbeitete er auch in dieser Funktion beim Eisenbahn-Bundesamt. In Deutschland war er der Ingenieur, der die Erprobung maschinentechnischer Rangiertechnik begleitete und für die nun vereinten Deutschen Bahnen nach den neuen europäischen Normen zuließ. Die Typzulassungen waren eine Voraussetzung, die Rangierbahnhöfe mit neuer innovativer Rangiertechnik auszurüsten und umzubauen – meistens Investitionen in Höhe zwei- bis dreistelliger Millionen-Euro-Beträge. Bei der Deutschen Bundesbahn gab es zuvor keine typzugelassene Rangiertechnik. Ab 1998 wurden unter seiner Direktive die Fachausdrücke, die betriebsdienstlichen und maschinentechnischen Dienstvorschriften, Richtlinien, Lastenhefte, Zulassungen, Abnahmen und Erprobungen der Rangiertechnik der Deutschen Reichsbahn und der Deutschen Bundesbahn vereinheitlicht und in ein neues Regelwerk der Deutschen Bahn AG überführt. Gerner war Mitglied in der Zentralen EBA-Gutachterkommission für RTE, seine Zulassungen wurden international anerkannt. Er regte bei der DB Netz AG die Durchführung eines internationalen Symposiums zur Rangiertechnik an. Bisher wurde es zweijährig unter Beteiligung von europäischen Bahngesellschaften, der Bahnindustrie und europäischen Universitäten mit Lehrstühlen für Verkehrstechnik in München durchgeführt. In Mecklenburg-Vorpommern kontrollierte Gerner die Sicherheit der Infrastruktur der Bahnanlagen. Er ist verheiratet mit einer ehemaligen Kunsterzieherin, sie haben zwei Söhne.

## Namenforschung und Gerner-Wappen

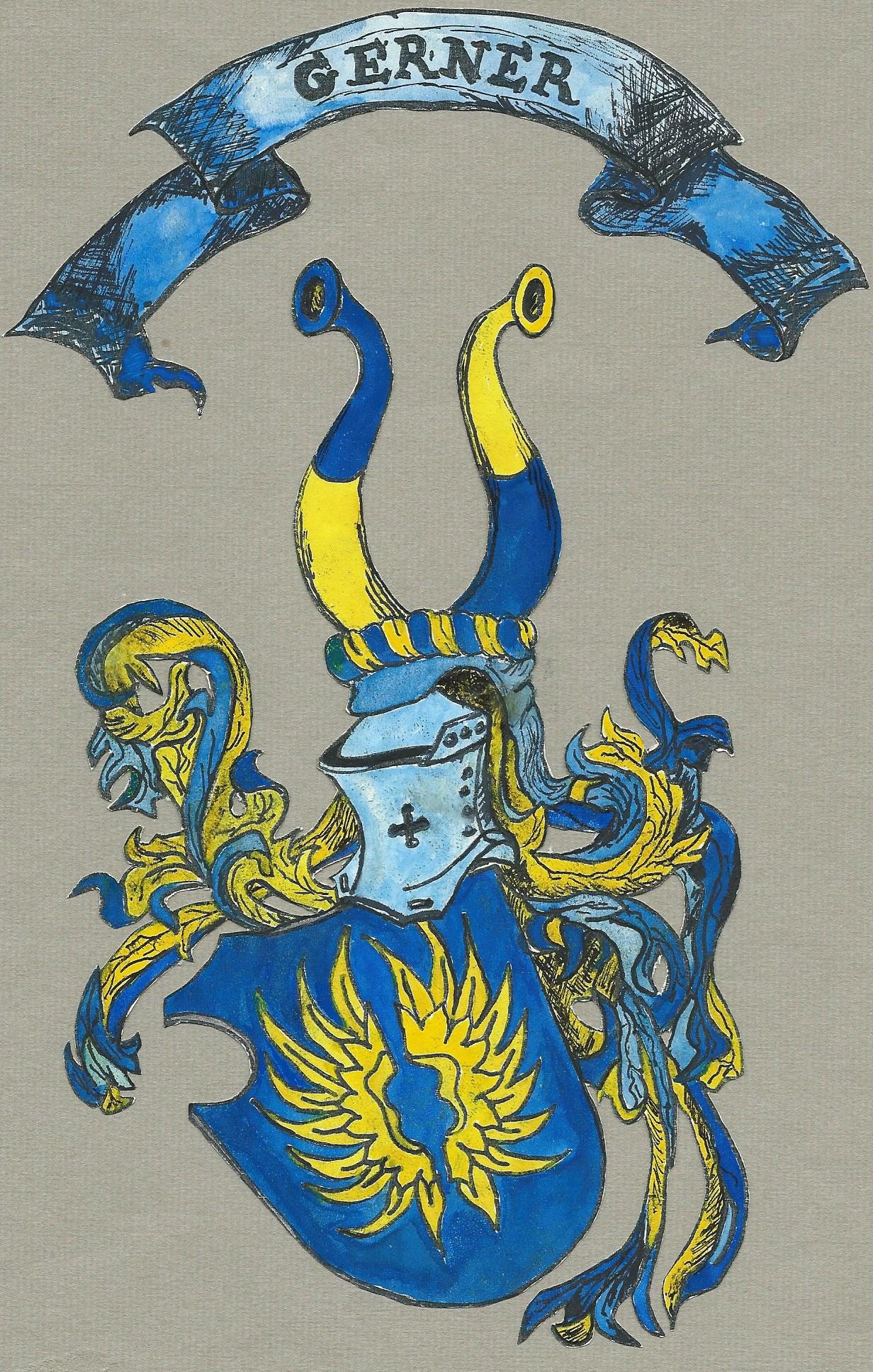
Bürgerliches Gerner-Wappen, vor 1640

Als Namenforscher des Nachnamens Gerner und ähnlicher forscht er seit 2003, die Ergebnisse sind veröffentlicht auf der Seite Gerner (Familienname), andere erforschte Namen sind Woith und Wehden. Auf dem 55. Deutschen Genealogentag in Schwerin gründete er eine Forschergemeinschaft Gerner–Görner. Danach beteiligte er sich an der Korrektur einer digitalen Exulantenkartei des 18. Jahrhunderts bei den Universitäten Dresden und München. Die sprachlichen Umformungen der Namen Gernot, Gernert, Gerner zu Görner und umgekehrt erforschte er in Süddeutschland, Böhmen, Schlesien und Sachsen. Die Namensform Gerner, die sich aus einem patronymisch gebildeten Familiennamen aus dem Gernot des Nibelungenliedes zu Gernet–Gernert–Gerner entwickelte, wies er nach. Auch die Verschiebungen der Häufungen der Gerner-Vorkommen im deutschsprachigen Raum nach dem Zweiten Weltkrieg, bedingt durch Vertreibung und Binnenmigration, wurden von ihm analysiert. Dozenten an Universitäten für Namenforschung unterstützten ihn dabei. Zwei Sachbücher, Ortschroniken und große Stammbäume wurden publiziert. Als Ortschronist und Stadtforscher untersuchte er urbane Zusammenhänge in den Ortschaften Arnau, Sprottischwaldau, Cölpin und Peckatel. Seine grafischen Fähigkeiten halfen ihm Bücher zu illustrieren und verschollene Familienwappen der Woith, Gerner und ähnlicher Namen mit archivarischen Blasonierungen wieder bekannt zu machen.
Wappen der Gerner, Gernert, Gernet und Görner auf folgenden Seiten:
- Gerner-Wappen: Liste der Adels- und Patriziergeschlechter namens Gerner
- Gernert-Wappen: Liste der Adels- und Patriziergeschlechter namens Gernert
- Gernet-Wappen: Liste der Adels- und Patriziergeschlechter namens Gernet
- Görner-Wappen: Liste der Adels- und Patriziergeschlechter namens Görner
- Wappen-Liste deutscher Adelsgeschlechter/G
- Heinrich Schmidt (Landschöffe)
- Gernot, gen. Irrmut
- George Gernert
- Liste der Bürgermeister von Hostinne

## Zeugnisse der Familiengeschichte Gerner seit dem 14. Jahrhundert

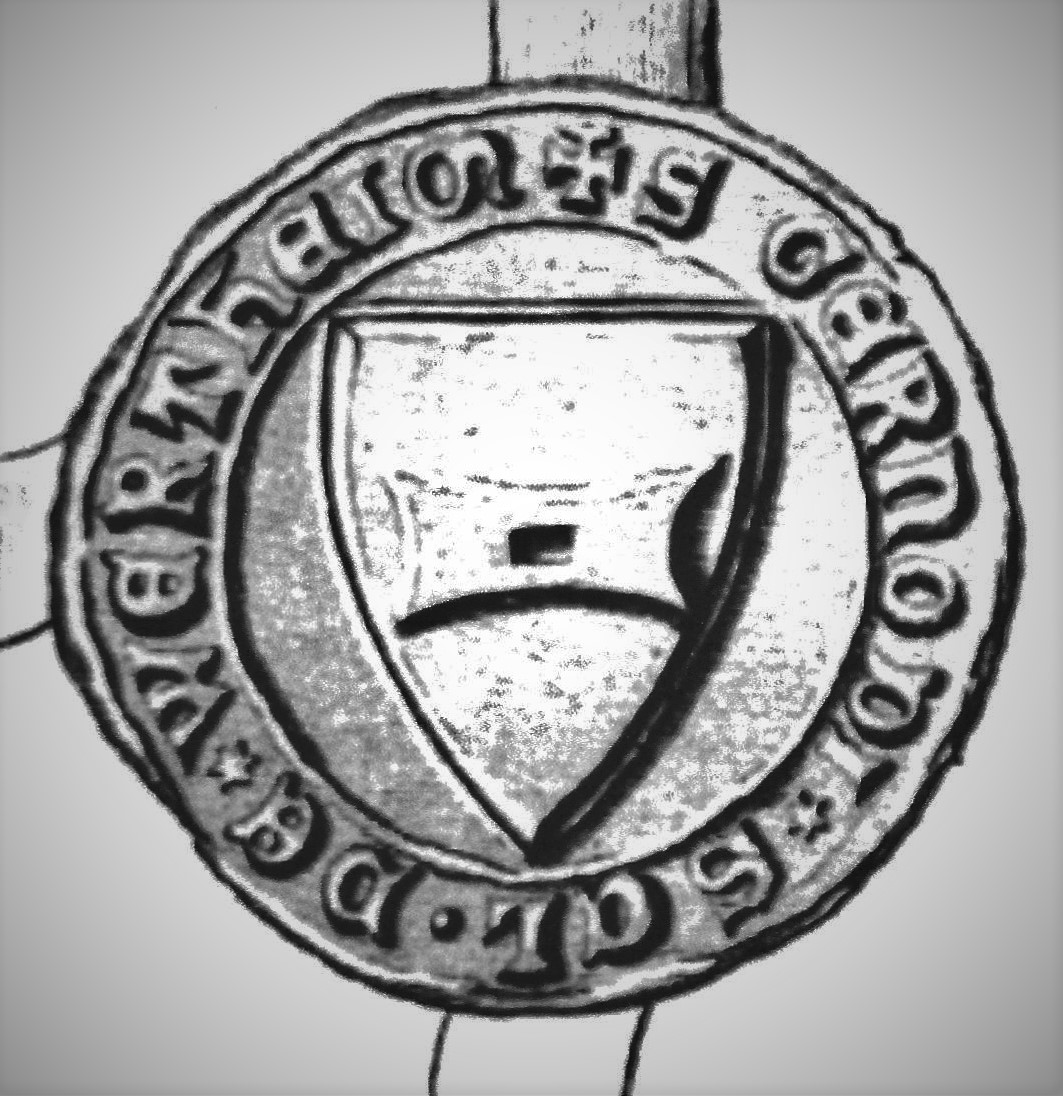
1324, Schultheiß Gernod aus Wertheim, Binnen-migration nach Böhmen an die obere Elbe
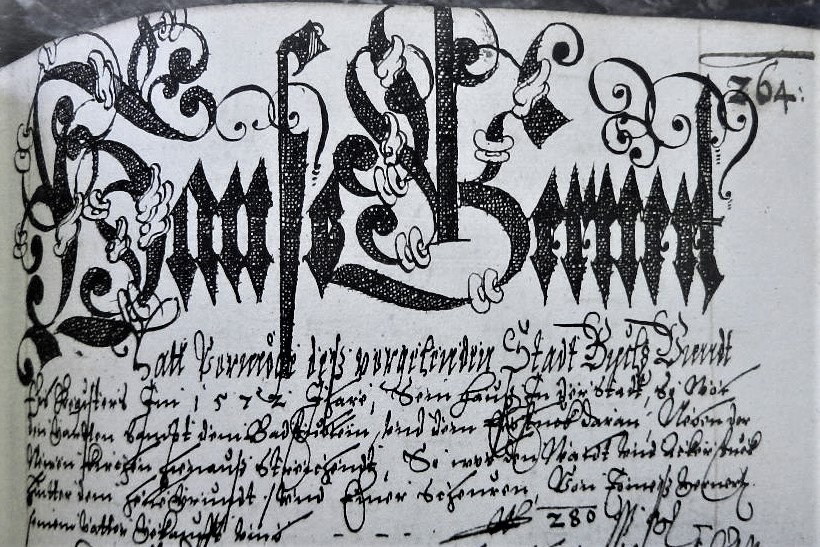
1572, Kaufurkunde Patrizierhaus Familie Gernert am Markt in Arnau a. d. Elbe (Böhmen)
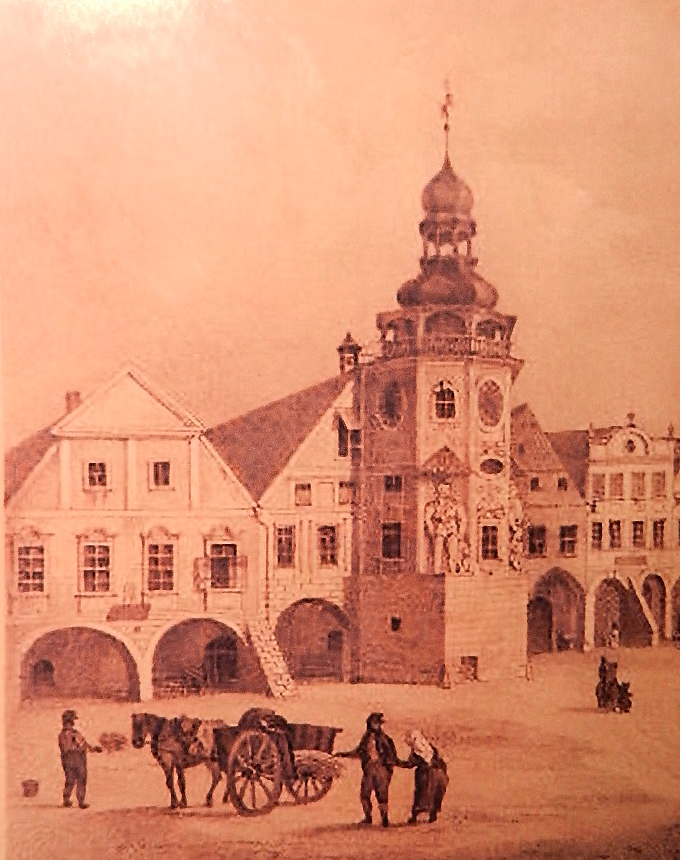
1572, Patrizierhaus Gernert links neben dem Rathaus in Arnau a. d. Elbe
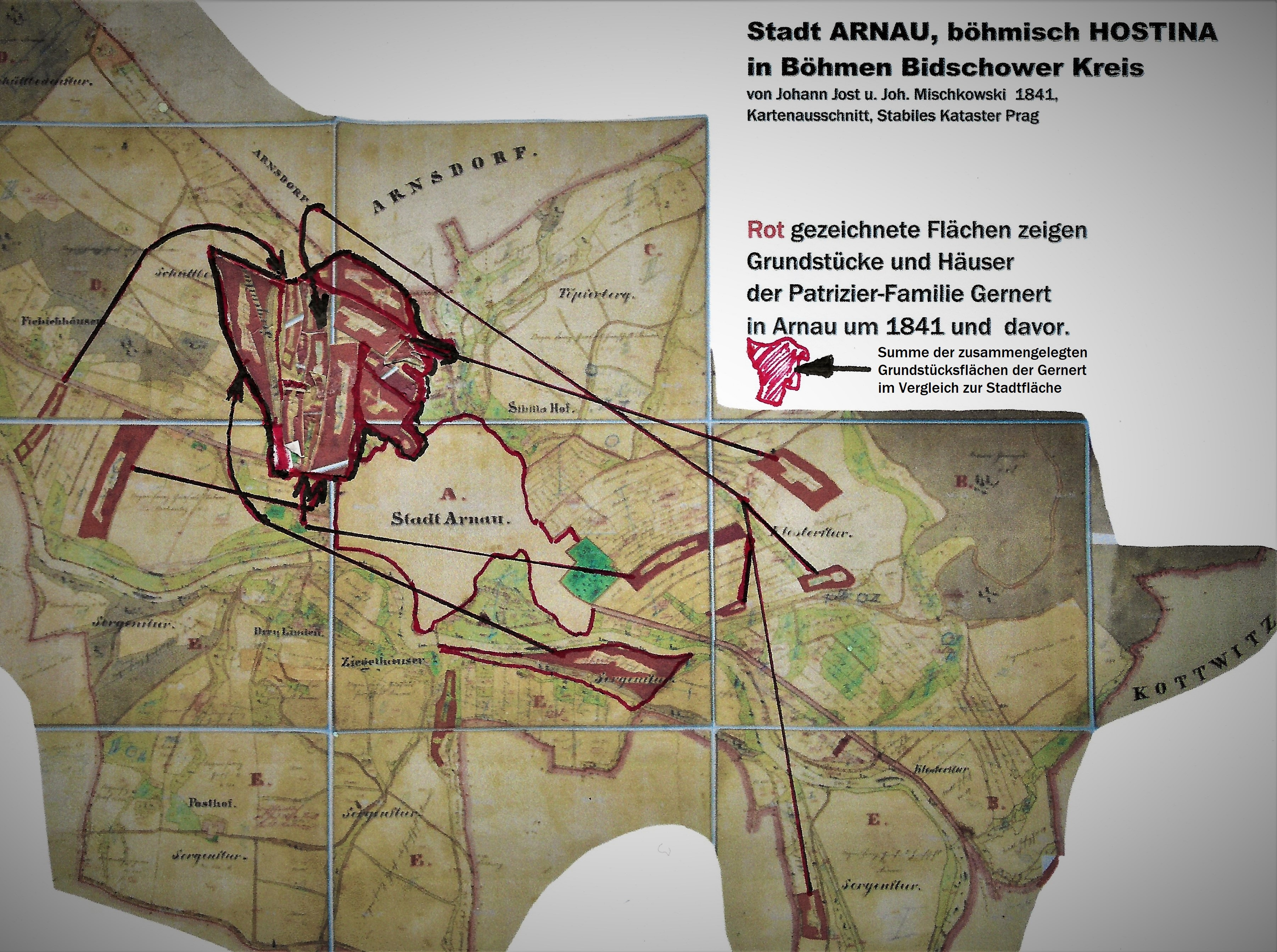
Arnau, Vergleich Grundstücksflächen der katholischen Bürgerfamilie Gernert
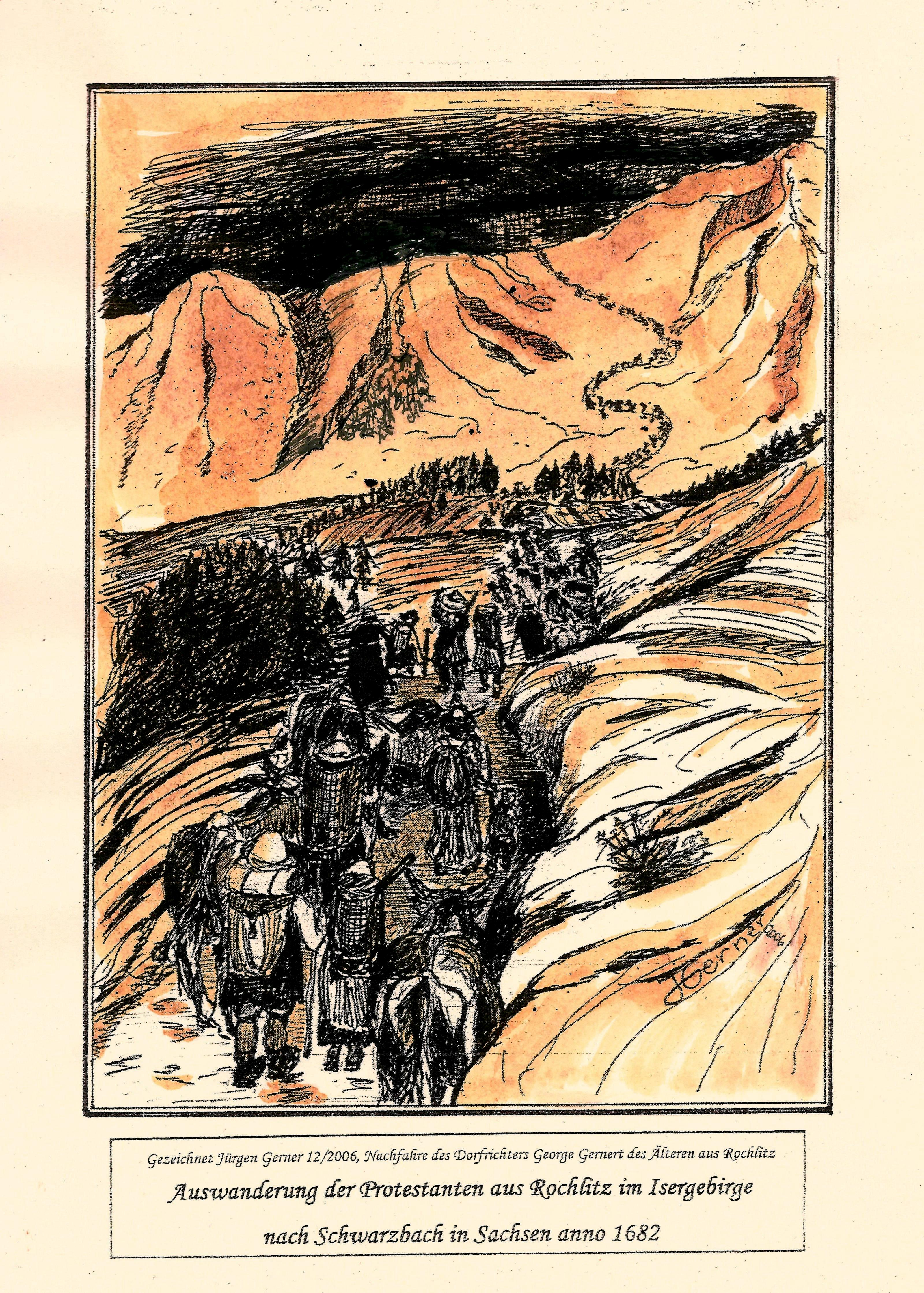
1682, Exulantenflucht der Gernert ins protestantische Sachsen nach Gebhardsdorf
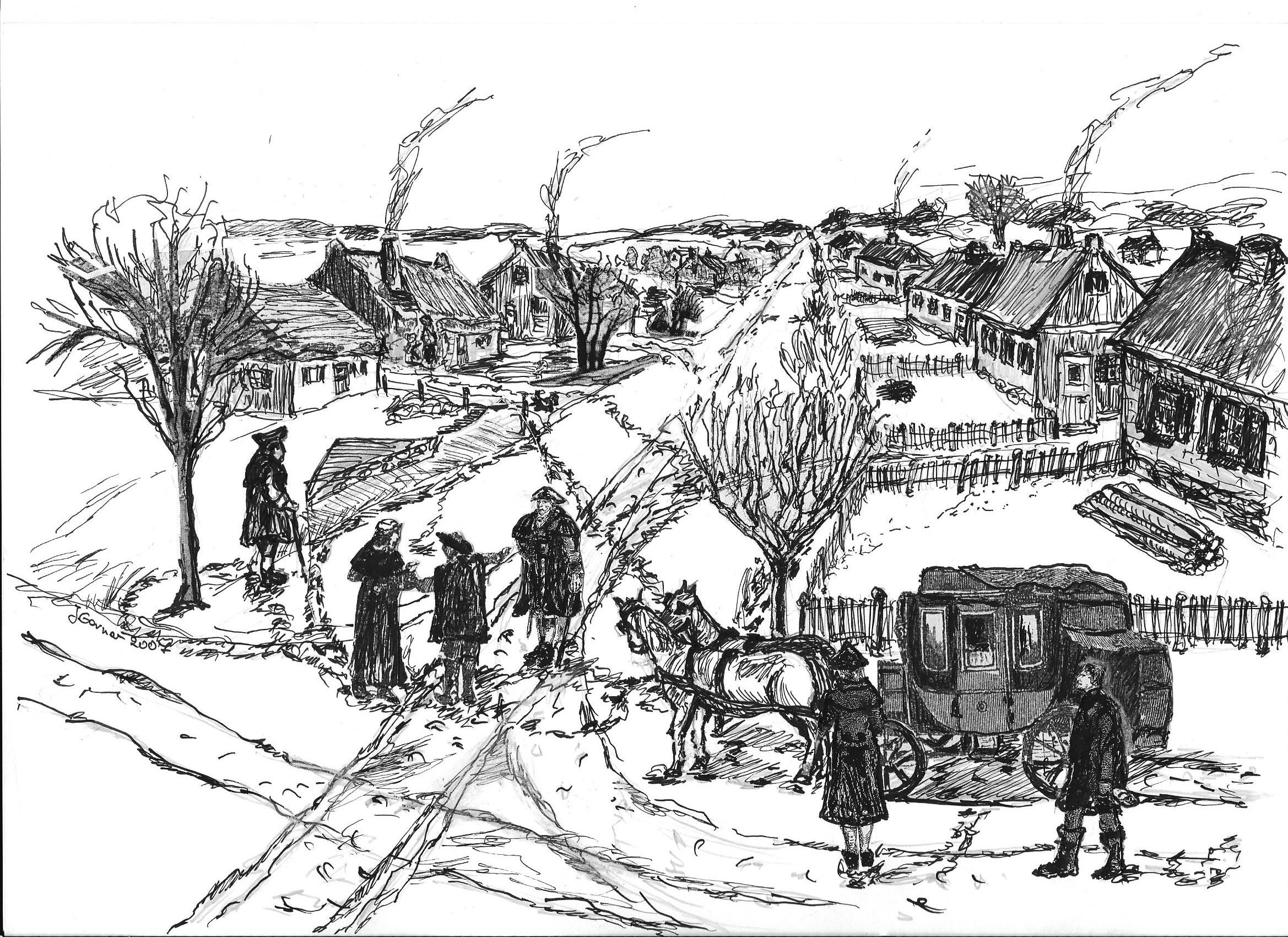
1777, Gerner in der Kolonie Sprottischwaldau, Supplik an den König, Königliche Inspektion

## Sachbuchautor
- Gerner schrieb und illustrierte 2021 ein Buch mit dem Titel „Dakota-Aufstand und deutsche Auswanderer – Minnesota im Jahre 1862. Schicksal einer Neubrandenburger Familie“. Es handelt über widrige Umstände der Neubrandenburger Weberzunftvorsteher Familie Thiele, mecklenburger Auswanderer im Dakota-Land in New Ulm/Minnesota.[10] Das Buch wurde 2025 in die Liste Deutschlands Kulturerbe digital der DEUTSCHEN DIGITALEN BIBLIOTHEK aufgenommen[11], es diente auch 2023 als Quelle und Stoff für einen Podcast über den Dakota-Aufstand. (Siehe auch: Indianerbild im deutschen Kulturraum)
- Eine Ortschronik Gerners über eine friderizianische Kolonie Sprottischwaldau in Niederschlesien mit dem Titel „Chronik der Kolonie: 1776–1945 / Szprotawka: Kronika kolonii: 1945–2010“ schrieb und illustrierte er zum 750. Stadtjubiläum der niederschlesischen Stadt Sprottau in Polen. Die Chronik ist in den örtlichen Museen Sprottaus, im Schlesischen Museum zu Görlitz und in der Martin-Opitz-Bibliothek Herne abgelegt.[12]

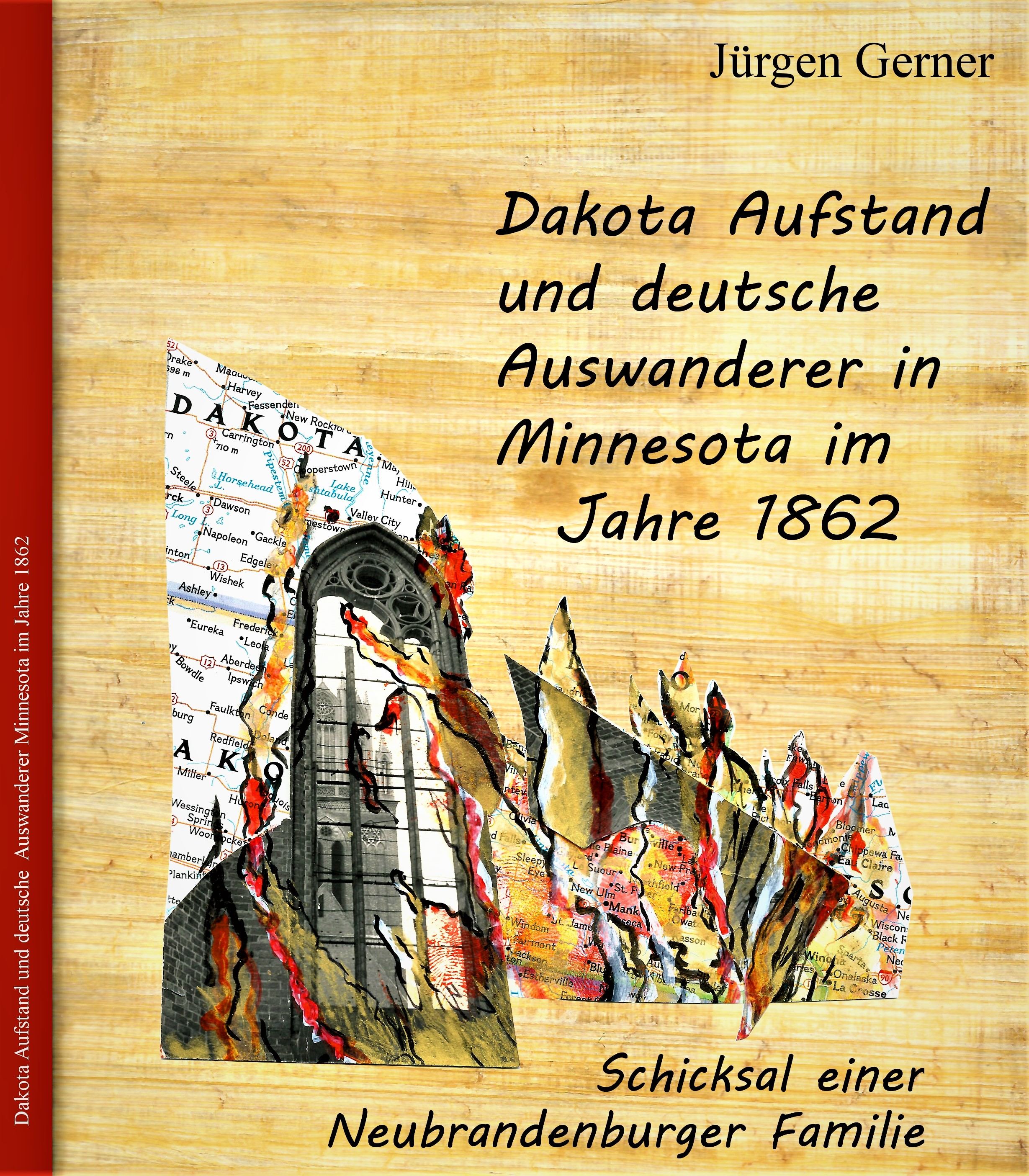
Buchumschlag, Dakota-Aufstand und deutsche Auswanderer – Minnesota 1862
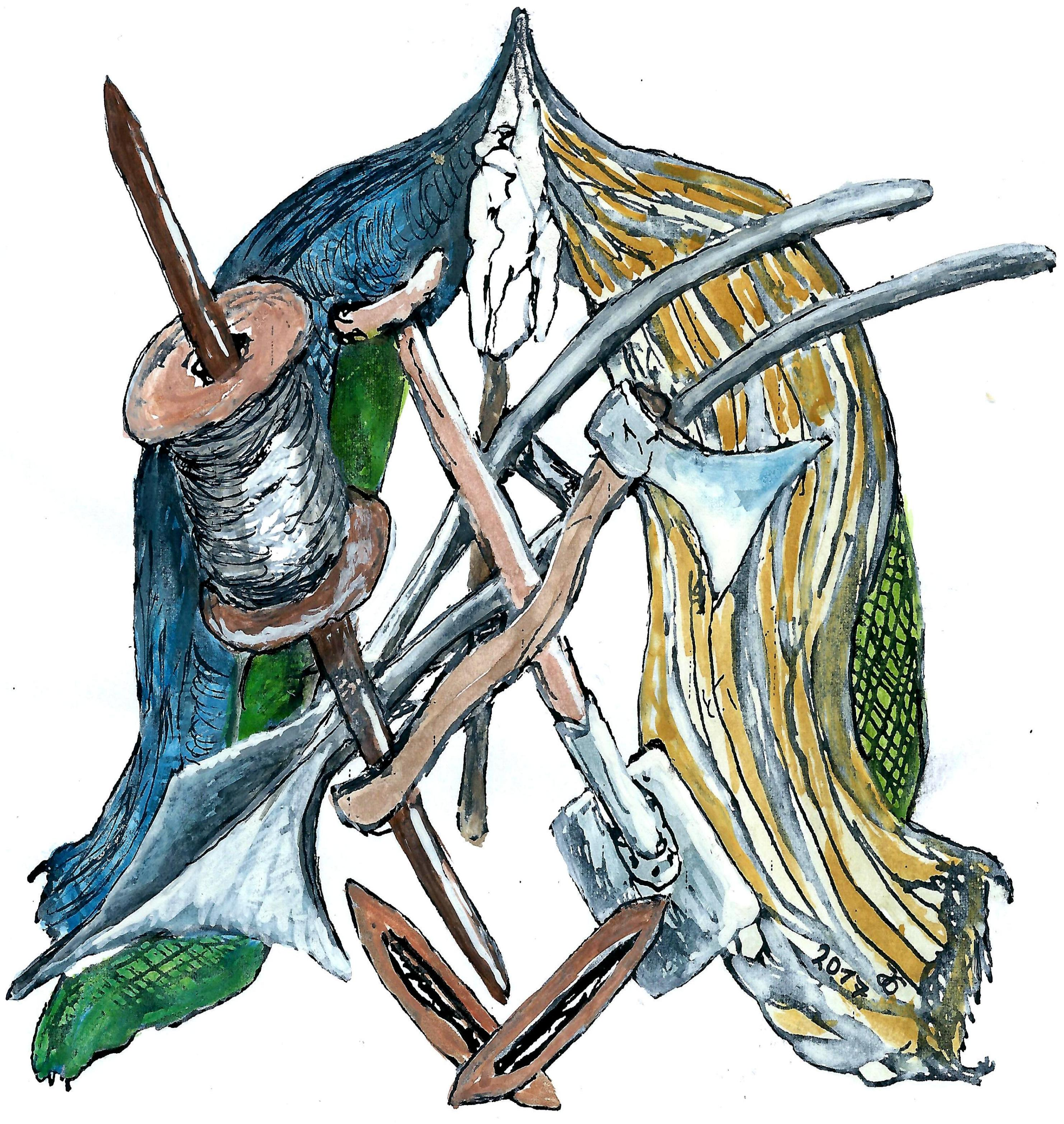
Buchumschlag Emblem, Die friderizianische Kolonie 1776–2010 Sprottischwaldau

## Malerei und Grafik
1976 nahm man ihn in einer Bezirksförderklasse für Malerei und Grafik auf. Daraufhin erfolgte eine Delegierung zur Ausbildung im Fach Malerei an der Bezirkskulturakademie Schwerin. Von 1986 bis 1988 war er bei Professor Fritz Eisel Mitglied einer Spezialklasse für Malerei und Grafik. Eisel und sein Sohn Paul prägten seine Malweise und sein Kunstverständnis für Formgestaltung. Ab 2005 experimentierte Gerner in der Ersten mecklenburgischen Porzellanmanufaktur bei Kerstin Behrens an verschiedenen Porzellangestaltungen und -aufbaukeramiken. Die norddeutschen Landschaften Jürgen Gerners und sein grafisches Werk fanden Wege in zentrale Ausstellungen, u. a. ins Staatliche Museum Schwerin und in Einzelausstellungen in Mecklenburg. Als Pensionär lebt er seine Leidenschaft im KunstWasserWerk Schwerin aus.

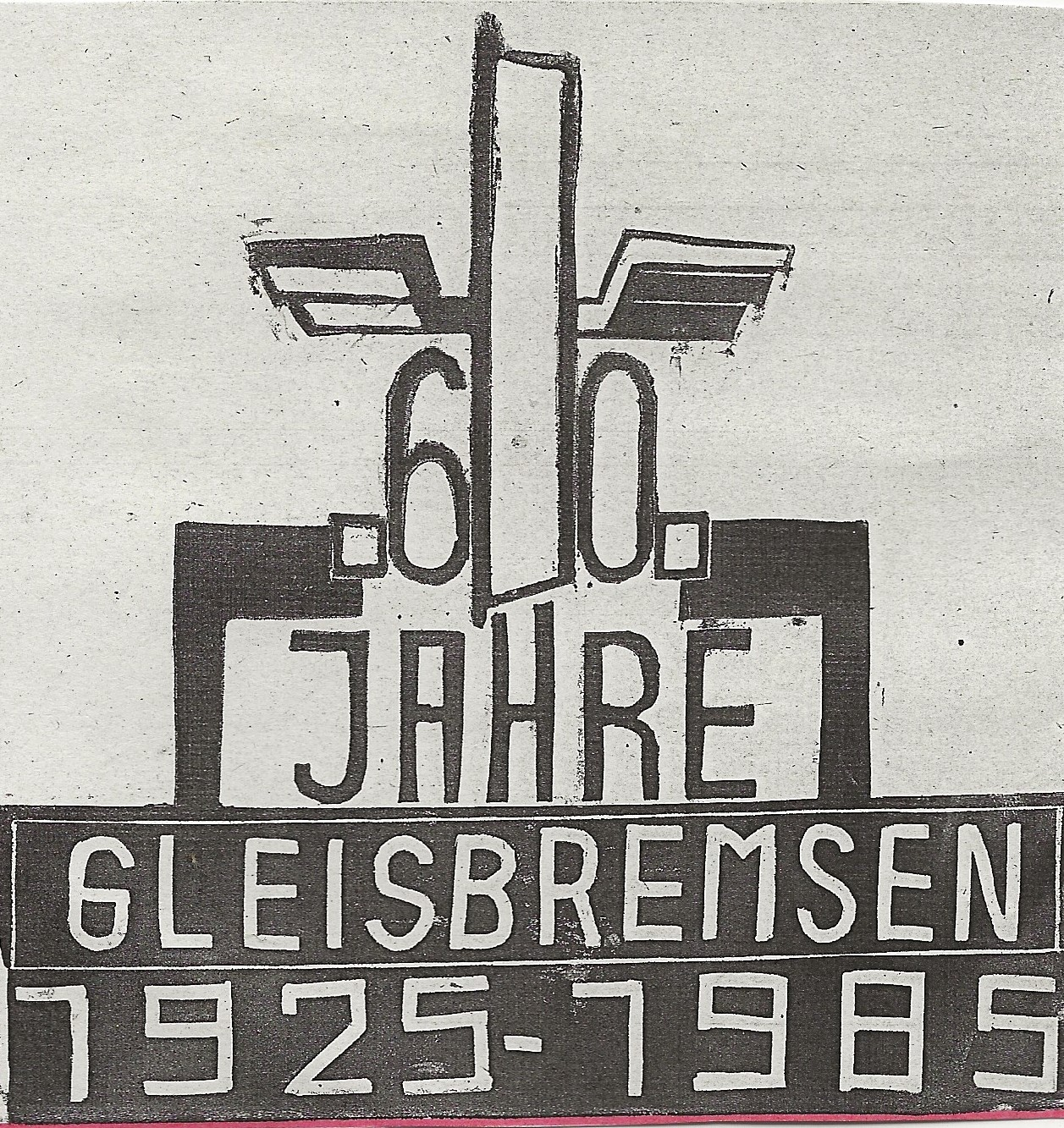
Traditionsfeier, Grafik 60 Jahre Gleisbremsen, Jürgen Gerner, 1985
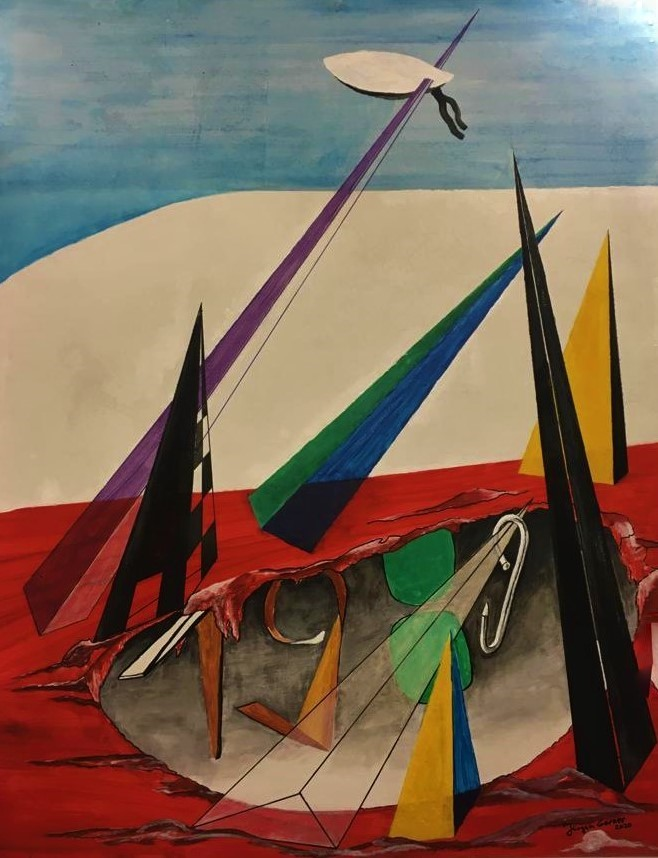
Montagsdemo 1989 in Schwerin, Erinnerung an den 23. Oktober 1989
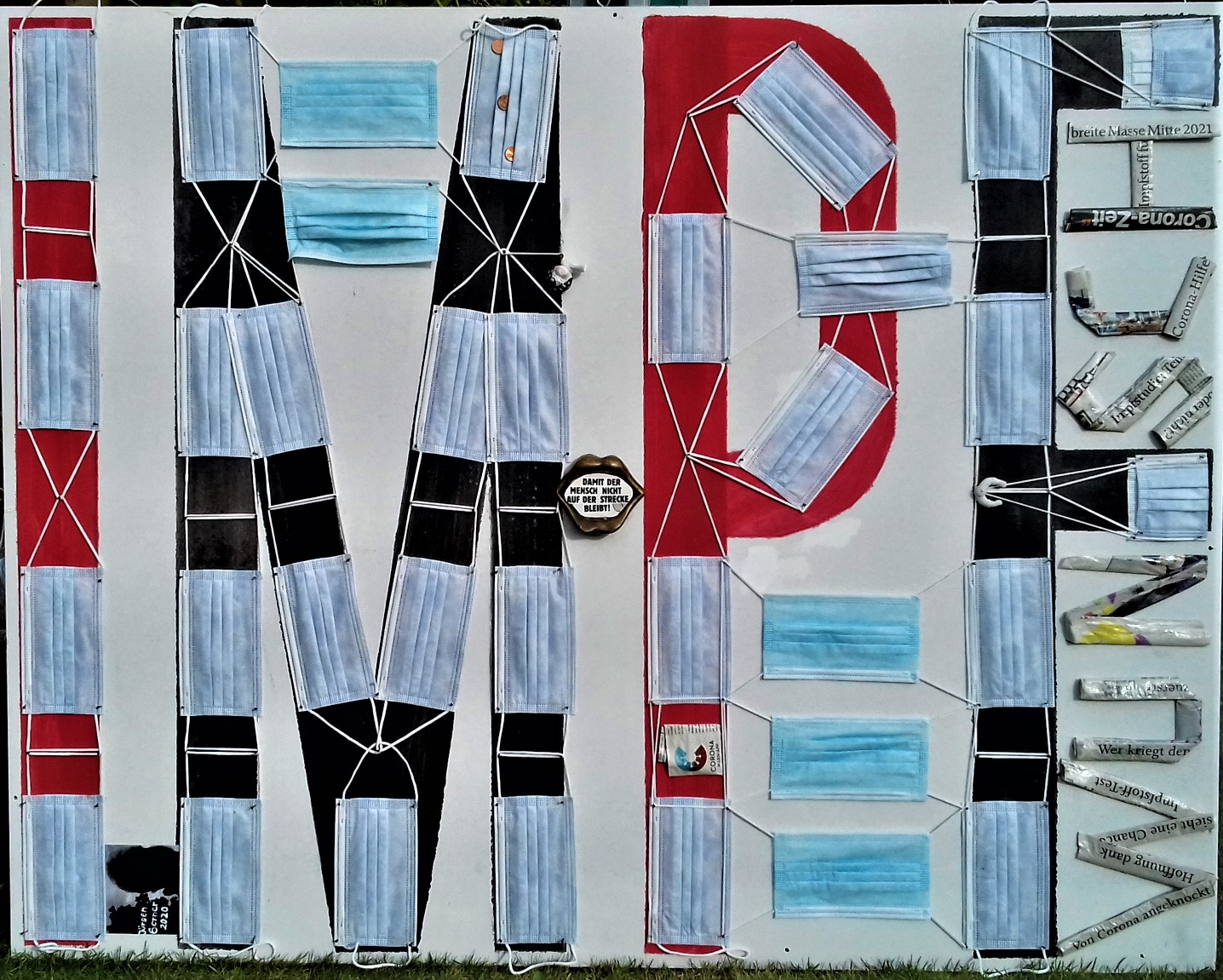
Impf-Wunsch = Vaccination-Wish, Kunst Heute, Jürgen Gerner, 2020
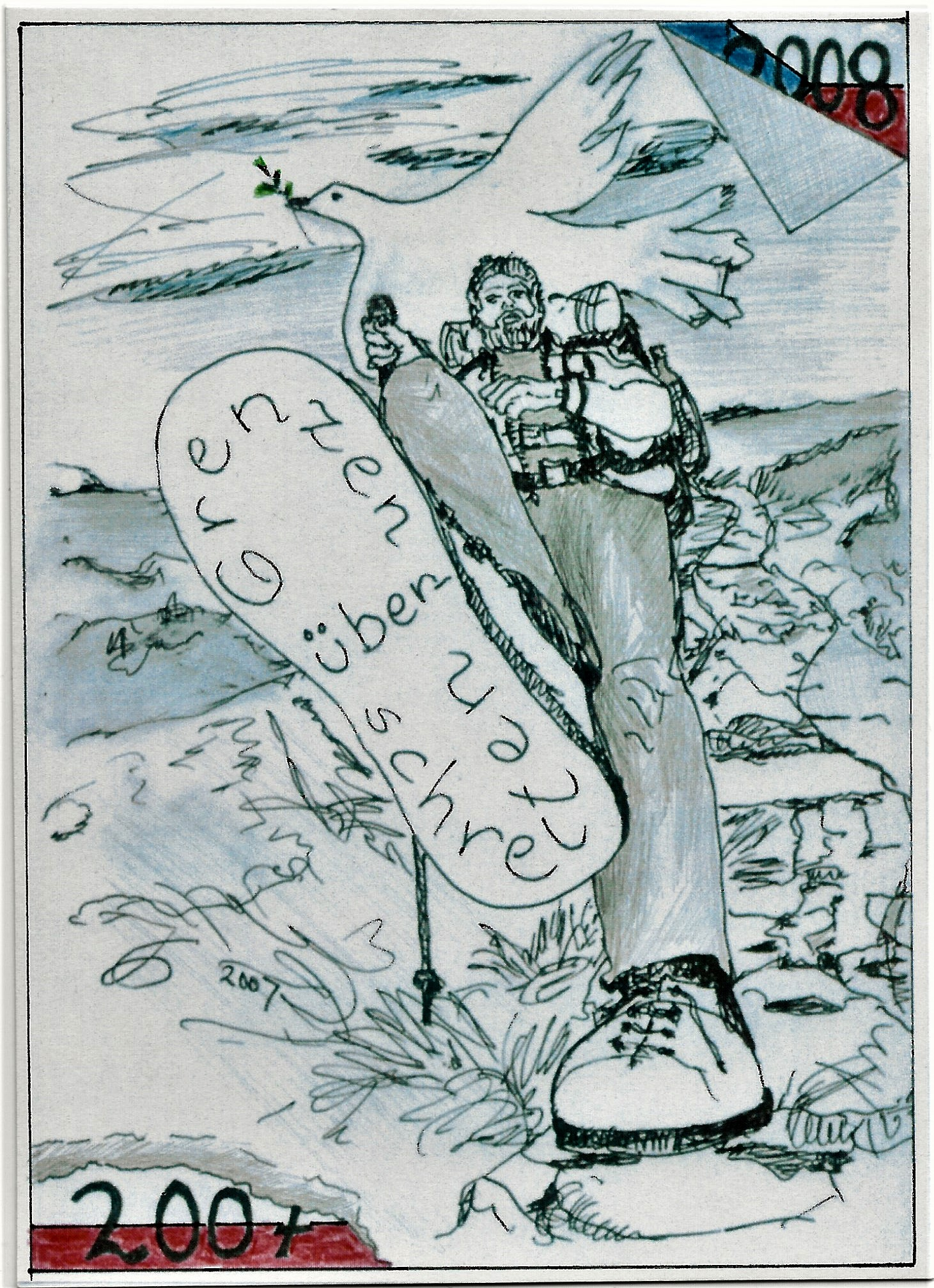
Von Böhmen nach Schlesien, Grenzen überschreiten, 2007
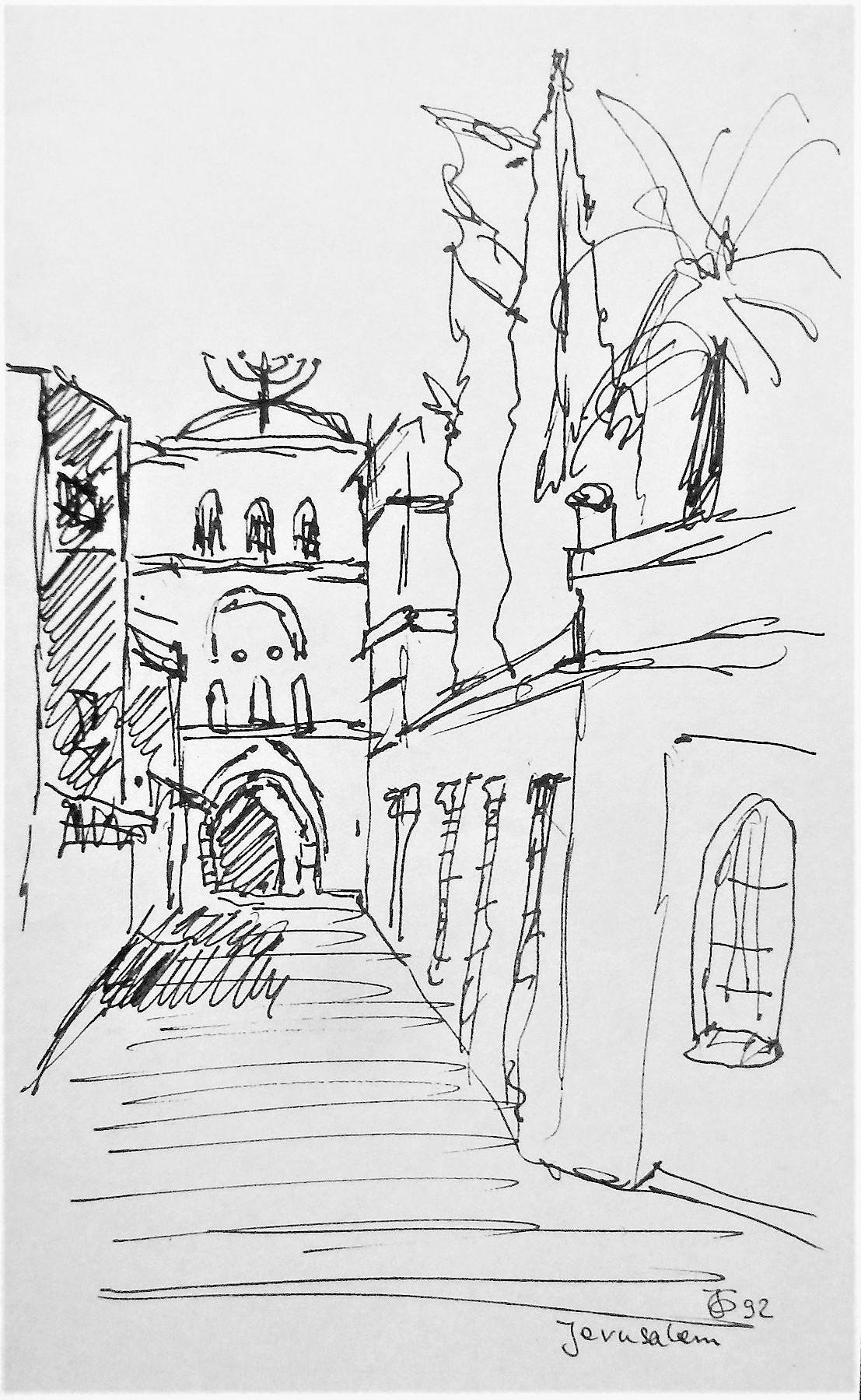
Friedliches Jerusalem, Ostern 1992, Skizze der Haguy street
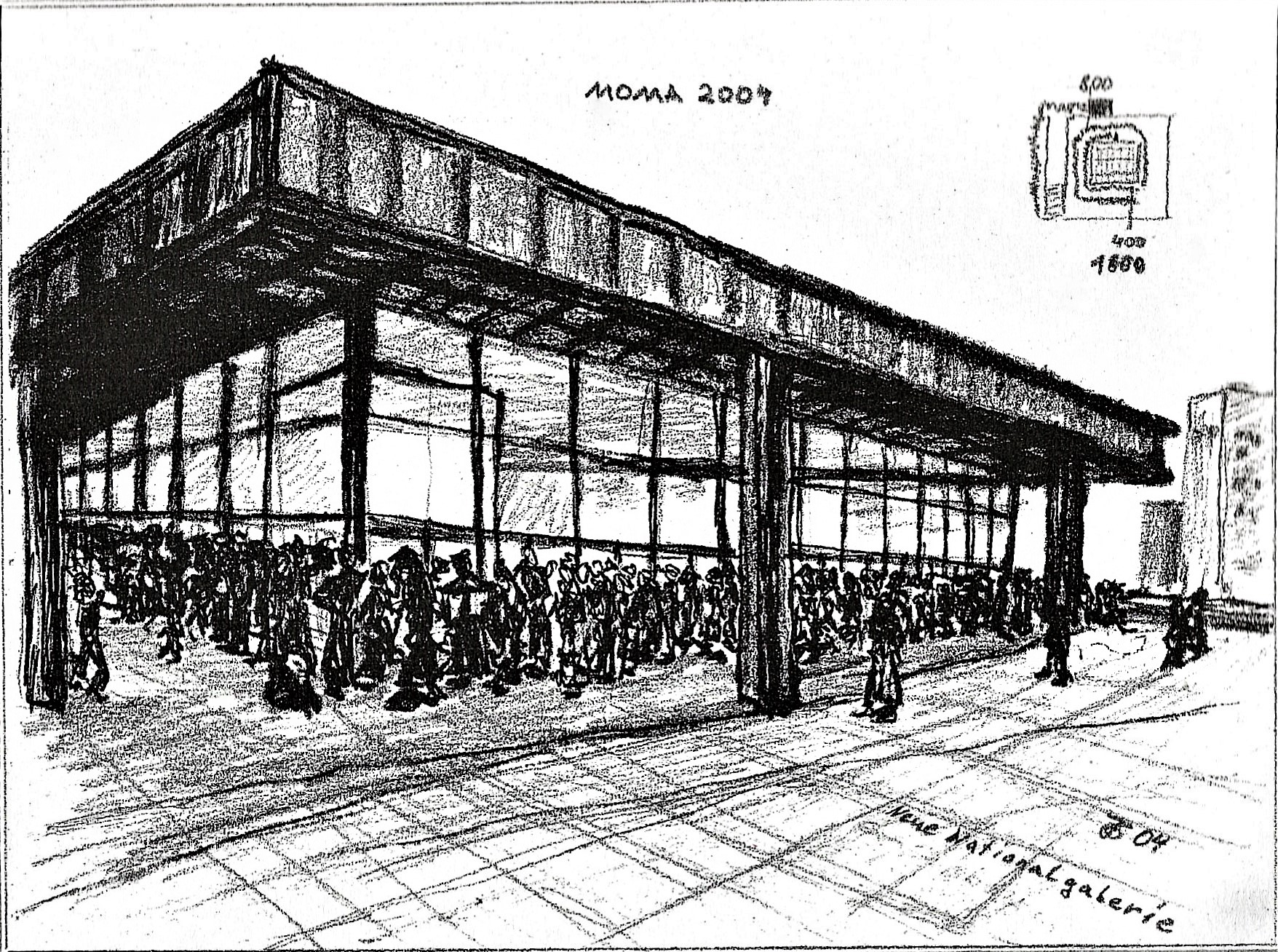
MoMA 2004 Berlin, Neue Nationalgalerie

## Ausstellungen
- 1976 u. 1980 Künstlerisches Volksschaffen, Neustädtisches Palais, ehemaliges Haus der DSF
- 1979 30 Jahre DDR, Staatliches Museum Schwerin
- 1980 Kreisausstellung, Neustädtisches Palais, Haus der DSF
- 1981 Wanderausstellung Schwerin, Stern-Buchholz, Wüstmark, Sternberg
- 1982 Volksbühne Berlin, Szenenbilder zu den Proben des Ensembles zum Stück Der Richter und sein Henker
- 1984 Reich und schön ist unser Leben, Wanderausstellung Neustädtisches Palais, Kulturhaus Sternberg, Gemeinde Domsühl
- 1986 40 Jahre Bodenreform, Kulturhaus Gemeinde Barkow
- 1986 Wanderausstellung zum XI. Parteitag der SED, Pädagogisches Kreiskabinett, VEB Plastmaschinenwerk, Kulturwürfel der Ingenieur-Schule in Schwerin-Lankow
- 1993 Die 25. Stunde, Kleine Galerie, Helios Kliniken Schwerin[15]
- 1998 Unsere Bilder, Malwerkstatt der Akademie Schwerin im WURM
- 1999 ARCHI-TECH-NA-Tour, Gemeinschaftsausstellung mit seinem Schwiegervater Heinrich Handorf im Schweriner Marstall, Sozialministerium MV[16]
- 2010 Liebstes Gut, 850 Jahre Schwerin im Staatlichen Museum Schwerin
- 2020 Kunst heute, KunstWasserWerk Schwerin[17]
- 2021 Unser Dom wird 850, Mal- u. Fotowettbewerb, Dom zu Schwerin[18][19]
- 2022 Lebensbilder, Werkschau zum 70. Geburtstag von Jürgen Gerner im KunstWasserWerk Schwerin[20]